# Alcis suffusa
Alcis suffusa là một loài bướm đêm trong họ Geometridae.